# Nghĩa Dũng, Tân Kỳ
Nghĩa Dũng là một xã thuộc huyện Tân Kỳ, tỉnh Nghệ An, Việt Nam.
Xã Nghĩa Dũng có diện tích 56,57 km², dân số năm 1999 là 6307 người, mật độ dân số đạt 111 người/km².